# 傑佛瑞·迪佛

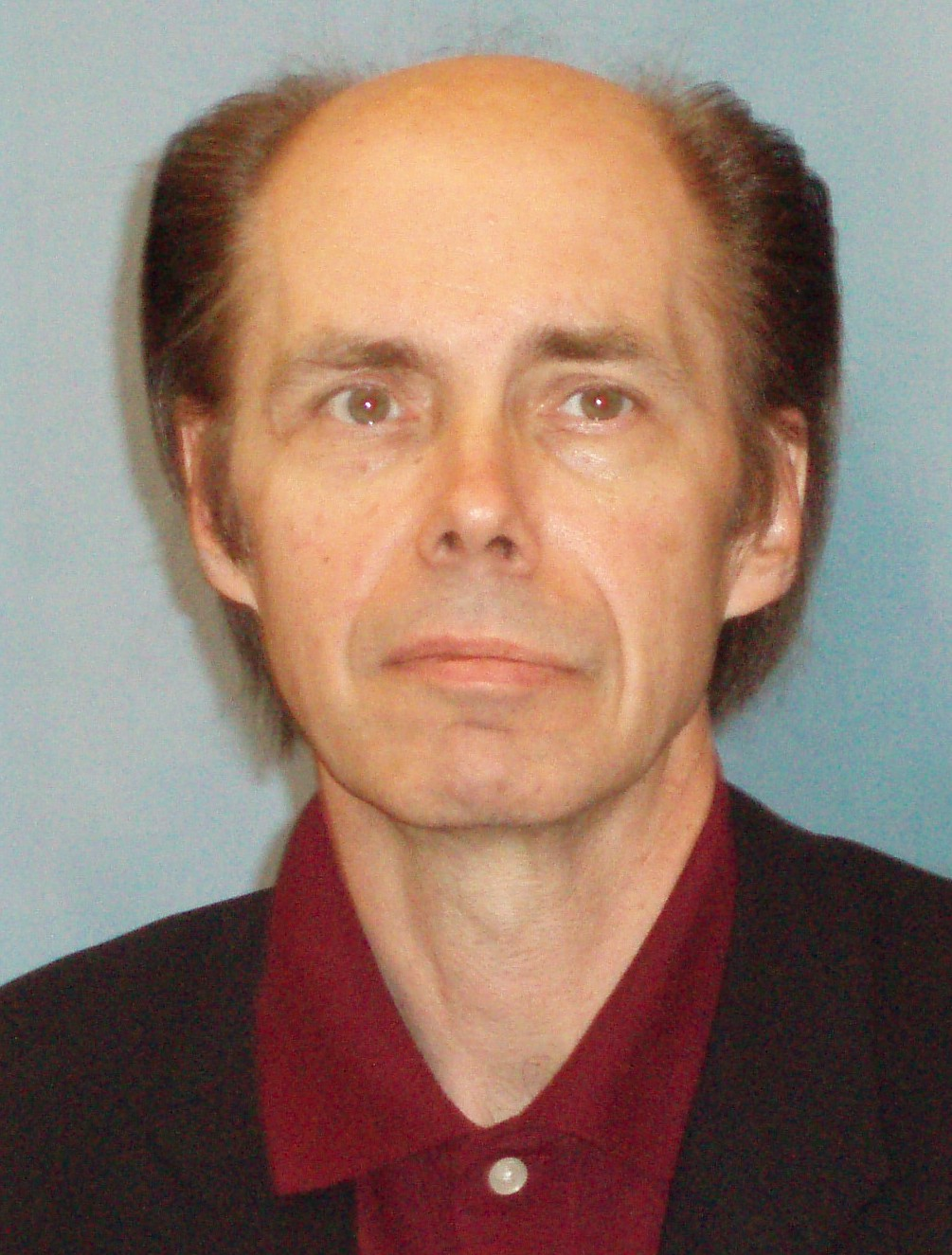
傑佛瑞·迪佛

傑佛瑞·迪佛（Jeffery Deaver；1950年5月6日—）是一位美國當代著名的偵探小說家。小名Jeff。其他筆名為William Jefferies和Jeffery Wilds Deaver。

## 生平
1950年出生於芝加哥市外，父親是廣告文案作者，母親是家庭主婦。傑佛瑞在1961年，11歲時開始寫作，當時他個人第一部小說僅有兩個完整的章節，當他在密蘇里大學完成新聞系學士學業後，他的作品包括了詩，報導，小說，都陸續獲得了文學界的幾個大獎。包括有安東尼小說獎、3次的艾勒里·昆恩讀書會獎（Ellery Queen Reader's Award）的年度最佳短篇小說獎，以及2001年W.H.史密斯好讀獎
傑佛瑞一開始僅為雜誌，報紙寫專欄，包括有紐約時報，華爾街日報等；他都寫過稿子，後來他進入了福坦莫大學法學院學法律，接著在華爾街的律師事務所工作。這是他開始寫偵探小說的起源，1990年他辭去工作，開始全職的小說創作，並以全身癱瘓的警探林肯·萊姆（Lincoln Rhyme）系列擠進暢銷作家小說家之林。他曾四度獲美國偵探小說作家協會（Mystery Writers of America）提名艾德嘉獎（Edgar Awards）。2004年，他以《野獸花園》獲得英國犯罪小說作家協會鐵匕首獎。
萊姆系列中的第一本小說《人骨拼圖》（The Bone Collector），相當受到歡迎，第一刷就破紀錄的賣了10萬本，並接著在1999年被環球影業翻拍成電影，由丹佐·華盛頓飾演癱瘓的警探林肯·萊姆(Lincoln Rhyme)，安吉莉娜·裘莉飾演他的女助手愛蜜莉亞·薩克斯（Amelia Sachs）。
傑佛瑞目前住在美國維吉尼亞州和加州。他有一個妹妹Julie Reece Deaver也是小說家，不過專門寫青少年小說。
傑佛瑞·迪佛曾於2006年12月7日首度來訪台灣，且獲得讀者與記者等人一致好評。根據這次來台訪談中透露往後的寫作計畫；林肯·萊姆和凱瑟琳·丹斯系列將會交錯的寫，而其他系列將會視寫兩系列中間是否有空檔而定。

## 著作
- 神探萊姆系列
  - 《人骨拼圖》The Bone Collector 皇冠出版社 2003年：ISBN 978957331956X
  - 《棺材舞者》The Coffin Dancer  皇冠出版社 2003年：ISBN 9789573319900
  - 《空椅》The Empty Chair 皇冠出版社 2004年：ISBN 9789573320282
  - 《石猴子》The Stone Monkey 皇冠出版社 2004年：ISBN 9789573320703
  - 《妖術師》The Vanished Man 皇冠出版社 2005年：ISBN 9789573321130
  - 《第12張牌》The Twelfth Card 皇冠出版社 2005年：ISBN 978-957-33-2196-5
  - 《冷月》Cold Moon 皇冠出版社 2006年：ISBN 9789573322795
  - 《破窗》The Broken Window 皇冠出版社 2009年：ISBN 9789573325277
  - 《馭電人》The Burning Wire 皇冠出版社　2011年: ISBN 9789573327905
  - 《一個都別想活》The Kill Room 皇冠出版社 2015年: ISBN 9789573331575
  - 《人皮拼圖》The Skin Collector 春天出版社 2016年: ISBN 9789865607296
  - The Steel Kiss《偷吻》(暫譯) (2016): ISBN 9781455536351
  - The Burial Hour《入土之時》(暫譯) (2017年4月): ISBN 9781455536375
  - The Cutting Edge（2018）: ISBN 9780752441696
- 「景探」裴倫系列
  - Shallow Graves (1992)
  - 《血河變奏》Bloody River Blues  (1993)皇冠出版社 2008年：ISBN 9789573324126
  - 《地獄廚房》Hell's Kitchen (2001)皇冠出版社 2007年：ISBN 9789573323440
- 凱瑟琳.丹斯系列
  - 《沉睡的娃娃》The Sleeping Doll 皇冠出版社 2007年：ISBN 9789573323730
  - 《謎網》Roadside Crosses 皇冠出版社 2010年：ISBN 9789573327431
  - 《XO》XO 皇冠出版社 2013年：ISBN 9789573329893
  - Solitude Creek ( 2015) ：ISBN 9781455589531
- 露恩系列
  - 《報告店長，有屍體》Manhattan Is My Beat 皇冠出版社 2009年：ISBN 9789573325826
  - 《Death of a Blue Movie Star》：ISBN 9780340771068
  - 《Hard News》 ：ISBN 9780553583298
- 其他
  - 《祈禱安息》Praying for Sleep 時報文化 1995年：ISBN 9789571315516
  - 《藍色駭客》The Blue Nowhere 皇冠出版社 2005年：ISBN 9789573321564
  - 《惡魔的淚珠》The Devil's Teardrop 皇冠出版社 2006年：ISBN 9789573322188
  - 《野獸花園》Garden Of Beasts 皇冠出版社 2006年：ISBN 9789573322552
  - 《少女墳場》A Maiden's Grave 皇冠出版社 2007年：ISBN 9789573323174
  - 《違法之徒》Transgressions 春天出版社 2008年：ISBN 9789866675409 （此為與勞倫斯．卜洛克合作的中篇推理小說合集）
  - 《銀舌惡魔》Speaking in Tongues 皇冠出版社 2008年：ISBN 9789573324508
  - 《不眠的紅月》Praying for Sleep 皇冠出版社 2008年：ISBN 9789573324935
  - 《傑佛瑞迪佛的黑色禮物》Twisted 皇冠出版社 2009年：ISBN 9789573326076
  - 《傑佛瑞迪佛的驚奇劇場》"More Twisted"皇冠出版社 2010年: ISBN 9789573326496
  - 《謊言迷宮》"The Bodies Left Behind"皇冠出版社 2010年: ISBN 9789573326953
  - 《全權秒殺令》（Carte Blanche）[1][2][3] ISBN 9789573268291
  - 《險局》"Edge"春天出版社 2014年: ISBN 9789865706425
  - 《The October List》: ISBN 9781455576678
  - 《Trouble in Mind》: ISBN 9781444704549

## 外部連結
- 傑佛瑞·迪佛官方網站-英文 （页面存档备份，存于）
- 作家照片